# Entoria shinchikuensis
Entoria shinchikuensis är en insektsart som beskrevs av Tokuichi Shiraki 1935. Entoria shinchikuensis ingår i släktet Entoria och familjen Phasmatidae. Inga underarter finns listade i Catalogue of Life.